# Giro del Veneto 1924
Il Giro del Veneto 1924, quinta edizione della corsa, si svolse il 3 agosto 1924 su un percorso di 310 km. La vittoria fu appannaggio dell'italiano Costante Girardengo, alla seconda affermazione consecutiva, che completò il percorso in 12h30'45", precedendo i connazionali Gaetano Belloni e Federico Gay.

## Ordine d'arrivo (Top 10)
| Pos. | Corridore            | Squadra         | Tempo     |
| ---- | -------------------- | --------------- | --------- |
| 1    | Costante Girardengo  | Maino           | 12h30'45" |
| 2    | Gaetano Belloni      | Legnano-Pirelli | s.t.      |
| 3    | Federico Gay         | Alcyon-Dunlop   | s.t.      |
| 4    | Antonio Tecchio      | -               | s.t.      |
| 5    | Giovanni Trentarossi | Maino           | a 15"     |
| 6    | Pietro Bestetti      | Maino           | a 2'35"   |
| 7    | Camillo Arduino      | Maino           | a 9'55"   |
| 8    | Giuseppe Azzini      | Maino           | a 14'25"  |
| 9    | Adriano Zanaga       | Legnano-Pirelli | a 14'28"  |
| 10   | Michele Gordini      | Ganna           | a 14'33"  |